# Union des travailleurs manuels et intellectuels
 (septembre 2017).
L'Union des travailleurs manuels et intellectuels (UTMI) (néerlandais : Unie van Hand- en Geestesarbeiders) est une association de syndicats belges mise sur pied par l'occupant allemand durant la Seconde Guerre mondiale.

## Historique
Lors de l'invasion allemande de mai 1940, la plupart des dirigeants des syndicats chrétiens et socialistes  fuient en France. A contrario, des figures d'avant-guerre reprennent leurs activités syndicales. Lorsque l'occupant allemand exige la fusion de tous les syndicats (y compris l'Arbeidsorde) dans l'UTMI, ils sont d'abord soutenu par les dirigeants importants de la CSC (August Cool, Paul-Willem Segers, Jules Roskam), de la CGSLB (Alphonse Colle) et de la CGTB (Henri De Man, Victor Grauls et Henri Caprasse). Ils supposaient alors que l'Allemagne remporterait la guerre et qu'ils pourraient jouer un rôle dans un futur état autoritaire belge sous l'autorité du roi. En réalité, l'occupant voulait utiliser ce syndicat unique pour mettre l'économie belge au service de l'industrie de guerre allemande. 
Quand il fut clair qu'il ne serait pas question d'un rapide changement du statut politique de la Belgique, que la chance d'une victoire allemande devenait incertaine et que le contrôle allemand sur l'UTMI allait en s'accroissant, les syndicats chrétiens et socialistes se retirèrent de l'aventure au début 1941. À ce moment, l'UTMI comptait 120000 membres, c'est-à-dire environ 10 % des syndiqués d'avant-guerre. Ceux qui restèrent dans l'UTMI tombèrent dans la collaboration, à savoir, les membres de l'Arbeidsorde, le syndicat du VNV, qui voulait mettre la main sur l'UTMI. 
Lors de la fusion effective des centrales syndicales durant l'année 1941, les membres de l'ancien Arbeidsorde furent nommés aux postes clefs. Cette emprise fut encore renforcée lors de la nomination de Victor Grauls, membre du VNV, comme successeur d'Edgard Delvo à la tête de l'UTMI en mars 1942.

## Source
- (nl) Cet article est partiellement ou en totalité issu de l’article de Wikipédia en néerlandais intitulé « Unie van Hand- en Geestesarbeiders » (voir la liste des auteurs).